# Tom Pryce
Thomas Maldwyn "Tom" Pryce, född 11 juni 1949 i Ruthin i Denbighshire, Wales, död 5 mars 1977 i Johannesburg, Sydafrika, var en brittisk racerförare.

## Racingkarriär
Pryce vann ett nationell Formel Ford-tävling 1970, gick vidare till Formel Super Vee och började tävla i formel 3 1972. Hans säsong slutade dock i förtid efter att han kraschat i Monaco och brutit benet. Året efter körde han i formel 2 för Ron Dennis stall Motul Rondel Racing. Hans bästa resultat blev en andraplats bakom stallkamraten Tim Schenken på Norisring 1973. 
1974 fick Pryce möjlighet att köra för det nyetablerade formel 1-stallet Token, som var tänkt att bli Ron Dennis första F1-stall. Pryce fick delta i Belgiens Grand Prix 1974 där han kvalificerade sig som tjugonde bil men kolliderade och tvingades bryta loppet. 
Pryce fick inget förnyat förtroende hos Token, som för övrigt bara deltog i ytterligare tre race, varför han gick tillbaka till formel 3 och tävlade för Ippocampos Racing. Efter att ha vunnit ett lopp uppmärksammades han av formel 1-stallet Shadow, som anställde Pryce och sedan behöll honom som stallets försteförare under flera säsonger. 
Pryce omkom under Sydafrikas Grand Prix 1977 då han körde på en funktionär som sprang på banan med en brandsläckare för att ta hand om en annan bil. Funktionären omkom och även Pryce dog omedelbart när han träffades i huvudet av brandsläckaren.

## F1-karriär
| Säsong | Stall/Tillverkare      | Poäng | Placering |
| ------ | ---------------------- | ----- | --------- |
| 1974   | Token-Ford Shadow-Ford | 1     | 19        |
| 1975   | Shadow-Ford            | 8     | 10        |
| 1976   | Shadow-Ford            | 10    | 12        |
| 1977   | Shadow-Ford            | 0     | –         |

| 1. Österrike 1975 2. Brasilien 1976 | 1. Storbritannien 1975 |